# Bayreuth Baroque
Das Festival Bayreuth Baroque bringt seit dem Jahr 2020 jährlich im September Opernwerke des Barocks auf die historische Bühne des Markgräflichen Opernhauses in Bayreuth. Es hat seine Wurzeln in der Veranstaltung Bayreuther Barock, die in den Jahren 2000 bis 2009 existierte.
Ziel des von der Stadt Bayreuth veranstalteten Festivals war es, zu Unrecht in Vergessenheit geratene Opern wieder aufzuführen und zugleich den hauptsächlich als Museum genutzten historischen Spielort, der ursprünglich ausschlaggebender Grund für Richard Wagners Wahl von Bayreuth als Aufführungsort für seine Opern war, wieder zu beleben. Ausgehend vom 250-jährigen Jubiläum der Einweihung des Opernhauses im Jahr 1998 wurde zwei Jahre später ein jährlich wiederkehrendes Barock-Festival ins Leben gerufen.
Zu den aufgeführten Werken gehörten unter anderem Händels Saul (2002), Teseo und Belshazzar (2003), Amadigi (2005) und Giove in Argo (2006), Purcells Dido and Aeneas (2002), L’Orfeo von Graun (2003), Vivaldis La fida ninfa (2004).
Unter den beteiligten Ensembles und Dirigenten befanden sich Concerto Köln, Il complesso barocco (Alan Curtis), Batzdorfer Hofkapelle (Johan van Slageren), Lautten Compagney Berlin (Wolfgang Katschner), Akademie für Alte Musik Berlin (Ralf Popken), Neue Hofkapelle München (Christoph Hammer), Kammerakademie Potsdam (Sergio Azzolini), Concert Royal Köln und Collegium Cantorum Köln (Thomas Gebhardt).
Wegen der Sanierung des Markgräflichen Opernhauses war das Festival ab 2010 ausgesetzt. 2019 beschloss der Stadtrat, ab September 2020 wieder alljährlich stattfindende Bayreuther Barockfestspiele zu unterstützen. Deren Name lautet jetzt „Bayreuth Baroque“, künstlerischer Leiter ist der Countertenor und Regisseur Max Emanuel Cenčić.